# 鋳方末彦
鋳方 末彦（いかた すえひこ、1894年8月27日 - 1976年9月10日）は、日本の植物病理学者。学位は、農学博士（九州大学・論文博士・1941年）。

## 経歴
熊本県下益城郡小野部田村（現・宇城市）生まれ。八代中学校（後の熊本県立八代中学校・高等学校の前身のひとつ）卒業。
1916年（大正5年）鹿児島高等農林学校卒業。農商務省福岡県農事試験場、岡山県農事試験場を経て農林省農事試験場技師に。「小麦条斑病に関する研究」で日本農学会賞を受賞。1941年（昭和16年）には、「柿の重要寄生性病害に関する病理並びに治病学的研究」で、九州大学より農学博士の学位を授与される。
更に「いもち病防除に関する試験研究」で富民協会賞、「小麦縞萎縮病に関する研究」等で農林大臣賞受賞、など多くの賞に輝く。1950年（昭和25年）岡山県立農業試験場長となった。
1962年（昭和37年）に退職後、岡山県顧問、ノートルダム清心女子大学教授、美作女子大学教授を歴任。植物病害に関する研究、農業技術者養成に貢献した。1976年（昭和51年）82歳で没。

## 主な著書
- 果樹病害編（養賢堂、1929年）
- 柿の病害研究（養賢堂、1942年）
- 病虫防除相談（朝倉書店、1949年）
- 食用作物病学（朝倉書店、1949年）

## 関連事項
- 植物病理学
- 園芸学者
- ノートルダム清心女子大学
- 美作女子大学